# Albert Dusch
Albert Dusch, né le 6 décembre 1912 à Kaiserslautern et mort le 27 octobre 2002 dans la même ville, était un arbitre allemand de football. 
Il fut gardien de but au 1.FC Kaiserslautern jusqu'en 1935. Il fut arbitre de 1951 à 1962.

## Carrière
Il a officié dans des compétitions majeures : 
- Coupe d'Allemagne de football 1953-1954 (finale)
- Championnat d'Allemagne de football D1 1955-1956 (finale)
- Championnat d'Allemagne de football D1 1956-1957 (finale)
- Coupe d'Allemagne de football 1956-1957 (finale)
- Championnat d'Allemagne de football D1 1957-1958 (finale)
- Coupe des villes de foires 1955-1958 (finales aller et retour)
- Coupe du monde de football de 1958 (2 matchs)
- Coupe des clubs champions européens 1958-1959 (finale)
- Coupe d'Allemagne de football 1959-1960 (finale)
- Championnat d'Allemagne de football D1 1961-1962 (finale)
- Coupe du monde de football de 1962 (1 match)